# San Vitaliano
San Vitaliano község (comune) Olaszország Campania régiójában, Nápoly megyében.

## Fekvése
Nápolytól 25 km-re északkeletre fekszik. Határai: Marigliano, Nola, Saviano és Scisciano.

## Története
A Nola vonzáskörzetében fekvő települést a rómaiak idejében alapították katonai bázisként. A Nyugatrómai Birodalom bukása után a longobárdok hódították meg, akik szintén katonai bázisnak használták. Később a casertai grófok birtoka lett, majd a 16. századtól Mariglianóhoz tartozott. 1806-ban lett önálló község.

## Népessége
A népesség számának alakulása:

## Főbb látnivalói
- San Vitaliano-templom
- Madonna dell’Immacolata-templom